# Puszcza Borecka

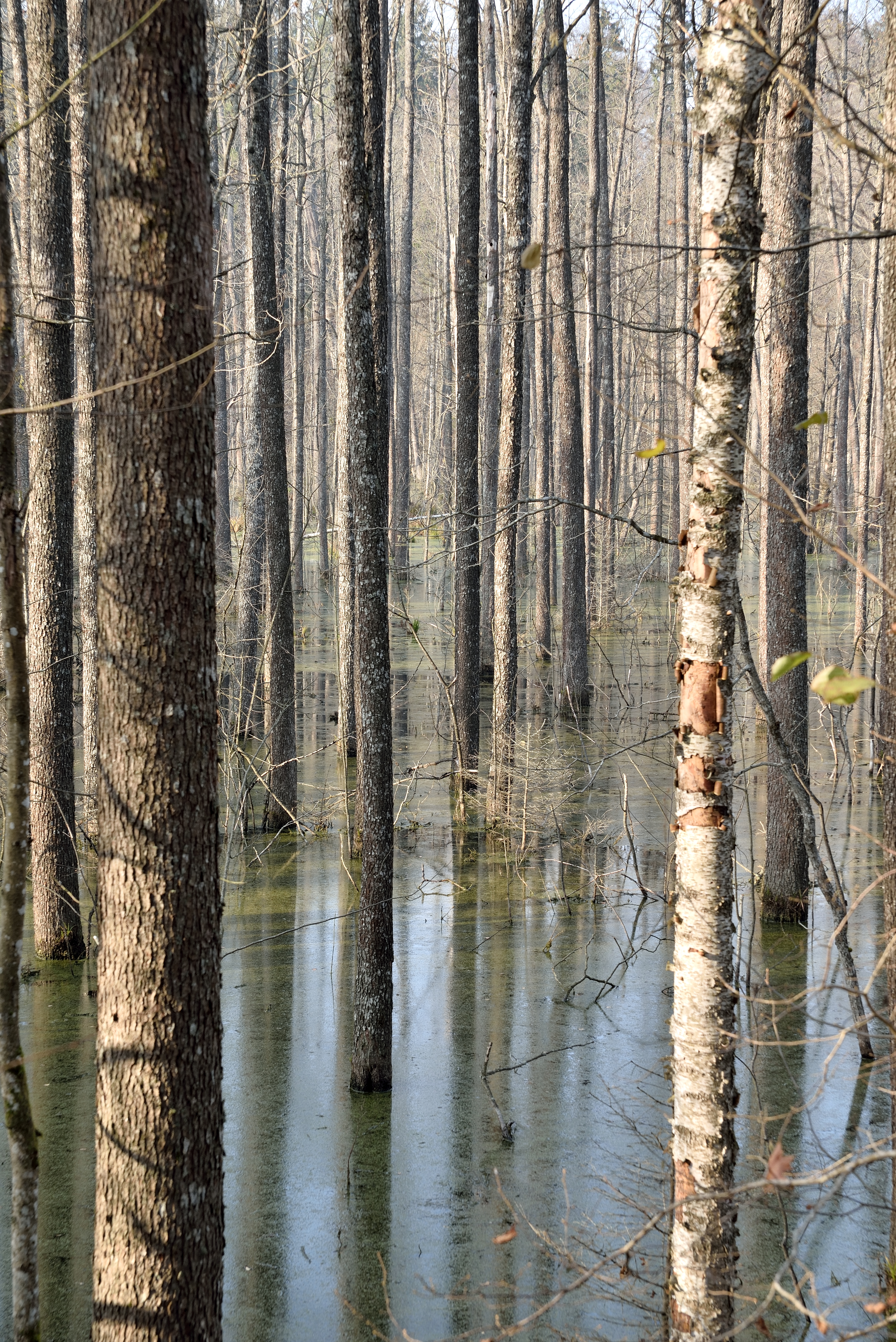
Aufnahme aus dem Puszcza Borecka (2014)

Die Puszcza Borecka (deutsch auch Borkener Heide oder Borkener Forst) mit einer Fläche von 230 km² liegt im Nordosten Polens. Er ist der größte Waldkomplex der Lycker Seenplatte.

## Lage
Die Borkener Heide liegt östlich des Mamry (Mauersee). Neben der Johannisburger Heide und der Rominter Heide ist sie eine der verbliebenen großen Waldgebiete im nordöstlichen Polen und dem ehemaligen Ostpreußen. Von der Rominter Heide ist der Borkener Forst durch die Wzgórza Szeskie (Seesker Höhen) getrennt. Der Wald bedeckt zum Teil höhere Hügel wie den Lipowa Góra (Lindenberg, 223,3 m), Gęsia (Räuberberg, 205,4 m) und Diabla Góra (Teufelsberg, 200 m), zwischen denen sich tiefe Schluchten, kleine Bäche, Sümpfe und Seen ausbreiten.
In der Puszcza Borecka liegen der Szwałk Wielki (Großer Schwalgsee, 217 ha), der Piłwąg (Pillwungsee, 152 ha), der Łaźno (Haschner See, 605 ha), der Litygajno (Litigaino-See, 173 ha), der Szwałk Mały (Kleiner Schwalgsee, 70 ha) und der Ciche (19 ha). Zu den Seen des Waldes zählen weiter der Jezioro Boćwinka Mała (Kleiner Bodschwingken See) im Rothebuder Forst nordwestlich des Pillwungsees und der Jezioro Boćwinka Wielka (Große Bodschwingken See) westlich des Pillwungsees. Der Łąki Łęgowskie (Lengauer See) liegt in der Nähe des Dorfes Łęgowo (Lengowen). Das Sumpfgebiet Bagno Dzikowizn (Wilde Brücher) befindet sich im Rothebuder Forst, wie der Jezioro Buda und der Kleine und Große Statzer Teich (Kaczeniec Mały, Kaczeniec Wielki).
In der Nähe des Forsthauses Wallisko (Waldsee) erstreckt sich ein Waldreservat mit einer Aufzuchtstation für Wisente.

## Geschichte
Bis ins 7. Jahrhundert v. Chr. war das Gebiet durchgehend bewaldet und als unbewohnter galindischer Wald bekannt. Die ersten Spuren der Besiedlung stammen aus der Wende vom zweiten zum dritten Jahrhundert. Zu dieser Zeit begannen sich in diesen Gebieten die westbaltischen Stammesgruppen zu bilden – die Prußen, Sudauer und die Galinder. Im 13. Jahrhundert wurde diese Region vom Deutschen Orden erobert und durch deutsche und polnische Bauern besiedelt. Bereits im 17. Jahrhundert gab es durch Rodungen deutlich markierte Grenzen des Borkener Forstes, die sich bis heute nicht wesentlich verändert haben.

## Schutzgebiete
In der Puszcza Borecka sind folgende Schutzgebiete ausgewiesen:
- Rezerwat Borki
- Rezerwat Mazury
- Rezerwat Lipowy Jar
- Rezerwat Wyspa Lipowa